# Lepidostoma volsellatum
Lepidostoma volsellatum is een schietmot uit de familie Lepidostomatidae. De soort komt voor in het Afrotropisch gebied.